# اواتیس
اواتیس (به اسپانیایی: Outes) یکی از دهستان‌های اسپانیا است که در استان لاکرونیا واقع شده‌است.

## خصوصیات
اواتیس ۹۹٫۷ کیلومترمربع مساحت و ۷٬۱۹۲ نفر جمعیت دارد.